# 布爾諾-圖拉尼機場
布魯諾-圖拉尼機場是捷克共和國城市布爾諾的一座機場，距布爾諾市中心有7.5 km（5 mi）。該機場附近的主要國際機場有維也納国际機場、布拉提斯拉瓦機場等機場。2016年，布魯諾-圖拉尼機場的乘客數有417,725人，是捷克第二繁忙的機場。

## 外部連結

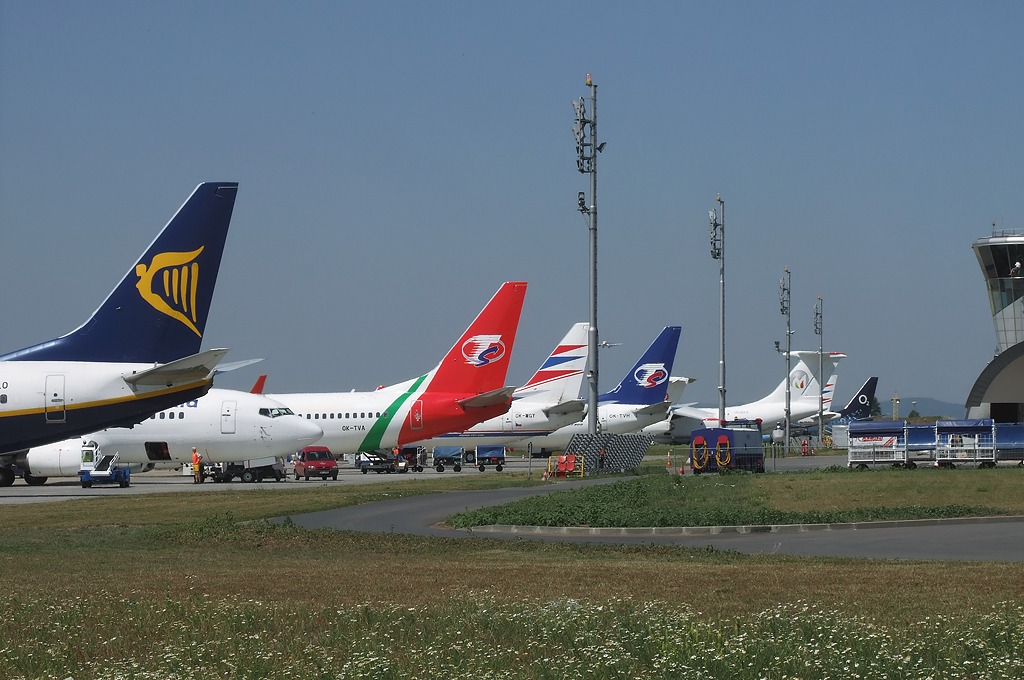
布魯諾-圖拉尼機場

维基共享资源上的相關多媒體資源：布爾諾-圖拉尼機場
- Official website （页面存档备份，存于）